# Кијевце
Кијевце је насеље у општини Зубин Поток на Косову и Метохији. Атар насеља се налази на територији катастарске општине Зечевиће. Историјски и географски припада Ибарском Колашину. Насеље је на југоисточним обронцима Рогозне. Тачан микроположај насеља је на заравни између села Зечевиће (чијим се делом често сматра) и Вукосављевића. Због тога што је земља у селу била агинска, стално се смењивало становништво, исељавало и насељавало. У селу су некада живели Луковићи досељени из села Годово у Штавици (општина Тутин), Потомци Срба досељених 1890. године из села Вељи Брег (пореклом из Црне Горе) тј. род Томовића се током 80-их година XX века иселио већином у Крагујевац.

## Демографија
Насеље је имало српску етничку већину.
Број становника на пописима:
- попис становништва 1948. године: 23
- попис становништва 1953. године: 35
- попис становништва 1961. године: 35
- попис становништва 1971. године: 30
- попис становништва 1981. године: 15
- попис становништва 1991. године: -